# دیوید تایلر
دیوید تایلر (به انگلیسی: David Tyler) (زاده ۲۳ ژانویه ۱۹۵۳) کارآفرین، حسابدار و مدیر ارشد اجرایی بریتانیایی است، که در حال حاضر به‌عنوان رییس هیئت مدیره شرکت سینزبوریس فعالیت می‌کند.